# Alois Dubec
Alois Dubec (28. června 1923 Vlachova Lhota – 19. července 2019) byl český válečný veterán s řadou vyznamenání včetně nejvyššího státního vyznamenání – Řádu bílého lva.

## Život
Alois Dubec se narodil 28. června 1923 ve Vlachově Lhotě do rodiny drobných hospodářů. Aby se vyhnul totálnímu nasazení, dal na radu bratra, četníka na Podkarpatské Rusi, který byl jeho vzorem, a v roce 1941 narukoval do vládního vojska k útvaru do Týna nad Vltavou. V roce 1944 byl odvelen na sever Itálie, ale chvíli po tom ještě s dalšími muži dezertoval a zařadil se po bok partyzánů. Přes Švýcarsko se později dostal do Velké Británie, kde se zúčastnil výcviku v královském letectvu. Ten ale s koncem války přerušil a vrátil se do vlasti, kde chtěl ve studiích pokračovat na letecké akademii. Ačkoliv podle Dubce slíbil letcům Jan Masaryk prominout maturitu pro toto studium, Dubcovi nebylo studium umožněno, což ho podle vlastních slov velmi mrzelo. Absolvoval tedy topografický kurz v rámci armády, nicméně v roce 1948 mu nadřízený doporučil přejít do stavebnictví. Tam se Dubec živil jako dělník a kvůli předchozímu vojenskému působení v zahraničí měl problémy se sháněním práce. V roce 1968 tak emigroval do Švýcarska, kde pracoval jako geometr a oženil se se svou dřívější družkou. Kvůli svému vlasteneckému cítění se ale v roce 1996 usadil opět v Česku. Zemřel 19. července 2019.

## Ocenění
Za svou službu pro vlast získal několik významných vyznamenání.
- Záslužný kříž náčelníka vojenské kanceláře prezidenta[1]
- Záslužný kříž Československé obce legionářské[1]
- 2016: Řád Bílého lva[1]